# Can Mazantini
Can Mazantini és un conjunt arquitectònic situat als carrers de Coroleu, 73-77 i de Concepción Arenal, 284-286 de Barcelona, catalogat com a bé cultural d'interès local.

## Descripció
Es tracta de tres edificis d'habitatges de planta baixa, dos pisos i terrat, que segueixen el mateix esquema compositiu. A la planta baixa s'obren 3 portes, dues per els habitatges de la planta baixa i la central per a l'escala de veïns dels pisos superiors, i a banda i banda una finestra. El mur en aquest nivell esta decorat amb estuc que imita un sòcol de pedra i carreus. Als dos pisos superiors l'eix longitudinal, que segueix el portal de l'escala de veïns, està marcat per una columna de ferro forjat. A banda i banda d'aquest eix s'obren dues obertures que donen a un balcó. Els quatre balcons són de ferro forjat amb formes abombades i motius florals i estan aguantats per 4 mènsules decorades amb punxes. La separació entre els diferents nivells està marcada per una cornisa amb motius vegetals. Els dos pisos superiors estan pintats de verd i les obertures emmarcades per pintura blanca i uns esgrafiats de motius vegetals també pintats de blanc. Sobre cada obertura del pis superior hi ha un respirador decorat amb estuc. La façana està coronada per tres timpans de formes mixtilínies, el central més alt i ample i amb un òcul decorat amb estucs al centre.
Els tres edificis estan separats entre si per una filera de falsos carreus fets amb estucs. Els dos primers del carrer deCoroleu segueixen els mateixos eixos horitzontals la qual cosa dona una visió molt unitària, però el tercer edifici, el que fa cantonada, té aquest eix una mica desplaçat perquè el carrer fa pujada. El xamfrà és un mur cec i de forma corba que s'alça per sobre dels coronaments de les altres façanes i acaba amb unes formes mixtilínies decorat amb garlandes i un escut romboïdal que té la data "1913" al seu interior. Les balconades giren al voltant d'aquest mur i així van del carrer de Coroleu al carrer Concepció Arenal. La façana que dona a aquest últim carrer és similar a les altres però a la planta baixa s'obre un local comercial i no té finestres, i el coronament del mur en comptes de 3 timpans té 5.
Al llarg de les façanes dels dos carrers hi ha alguns elements de ferro forjat com unes politges.